# ギャレス・エドワーズ
ギャレス・ジェームズ・エドワーズ（Gareth James Edwards, 1975年6月1日 - ）は、イギリスの映画監督。VFXアーティストとして数々の作品に携わり、2010年に監督した低予算SF映画『モンスターズ/地球外生命体』で広く名前を知られるようになった。

## 生い立ち
ウォリックシャー・ヌニートンに住むウェールズ人の息子として生まれる。幼児期に『スター・ウォーズ』を観たことをきっかけに、映画製作の道を歩むようになったという。UCA芸術大学で映像学を学び、1996年に卒業した。2012年には同大学から名誉芸術賞を授与されている。

## キャリア

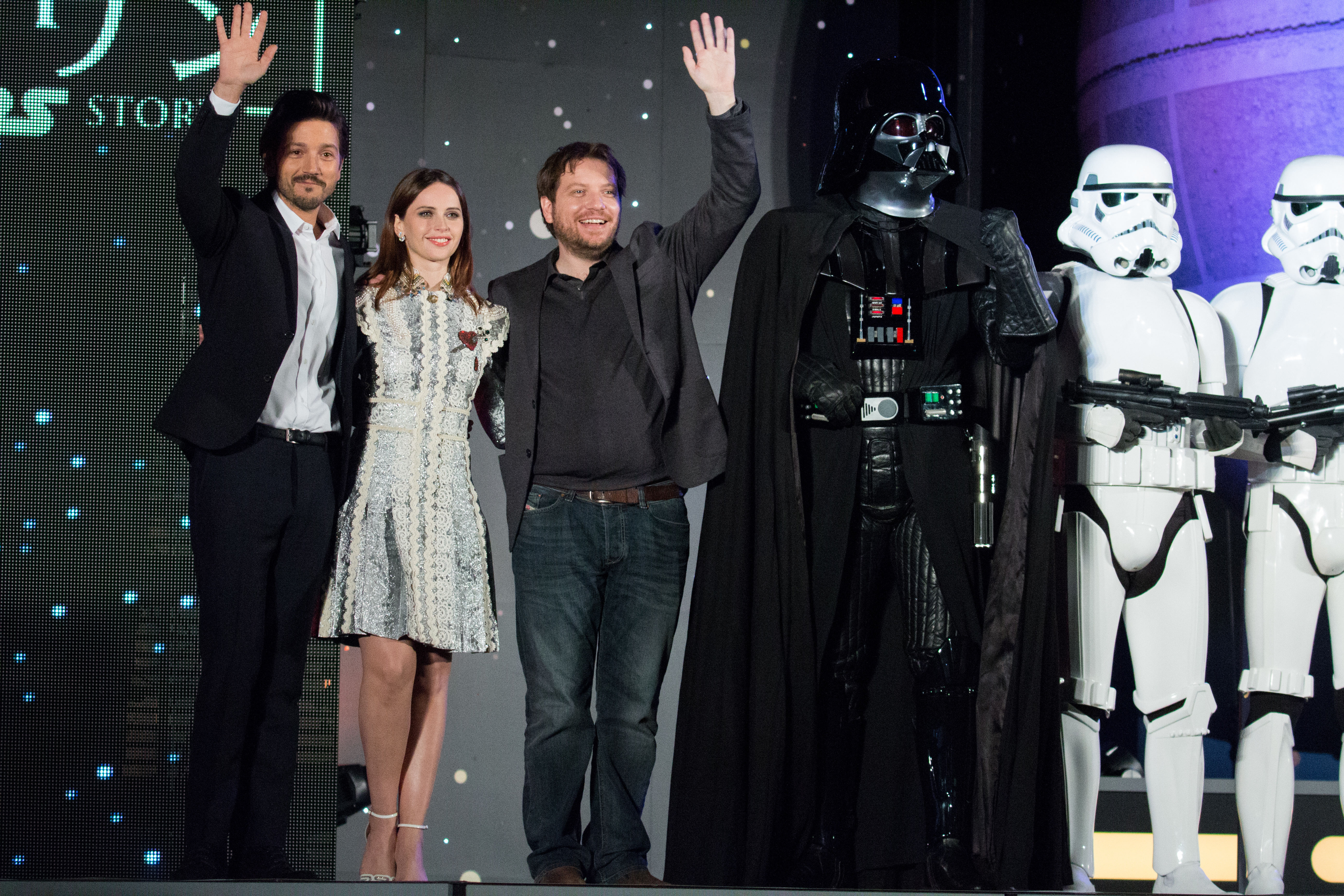
『ローグ・ワン』ジャパン・プレミアに出席するギャレス・エドワーズ、ディエゴ・ルナ、フェリシティ・ジョーンズ

BBCやディスカバリーチャンネルの作品のVFXを手掛け、英国アカデミー賞を受賞するなど成功を収めた。2008年にBBC製作のドラマ『ウォリアーズ 〜歴史を動かした男たち〜』を監督し、計250もの視覚効果を全て自分自身で担当した。また、同年にはSci-Fiチャンネルの48時間映画コンテストにてスタッフなしで俳優を1人だけ起用して短編映画を製作し、グランプリを受賞した。この経験は『モンスターズ/地球外生命体』の製作の際に活かされた。
『モンスターズ/地球外生命体』で長編映画を初監督。同作品においてエドワーズは既製品を活用して同作のために特殊効果を作り出し、映画に起用した俳優は2人、スタッフは5人のみだった。この作品は低予算映画ながら多くの批評家や映画監督から賞賛され、第13回英国インディペンデント映画賞にて3部門を受賞し、第64回英国アカデミー賞にもノミネートされた。
『モンスターズ/地球外生命体』の成功により、レジェンダリー・ピクチャーズなどハリウッドの大手映画会社のプロジェクトに呼ばれるようになった。その結果、2011年1月にゴジラシリーズのリブート映画『GODZILLA ゴジラ』の監督に抜擢された。その後、2016年公開のスター・ウォーズシリーズ初のスピンオフ実写映画『ローグ・ワン/スター・ウォーズ・ストーリー』を監督することになった。2016年5月には小規模作品に取り組むために、『ゴジラ キング・オブ・モンスターズ』の監督を降板した。

## フィルモグラフィ

### 映画
| 年   | 題名                                                                   | 備考                       |
| ---- | ---------------------------------------------------------------------- | -------------------------- |
| 2005 | 世界沈没 End Day                                                       | 監督・脚本                 |
| 2005 | Hiroshima: BBC History of World War II                                 | 特殊効果                   |
| 2007 | ザ・ムーン In the Shadow of the Moon                                   | 視覚効果                   |
| 2010 | モンスターズ/地球外生命体 Monsters                                     | 監督・脚本・撮影・視覚効果 |
| 2014 | GODZILLA ゴジラ Godzilla                                               | 監督                       |
| 2015 | モンスターズ/新種襲来 Monsters: Dark Continent                         | 製作総指揮                 |
| 2016 | ローグ・ワン/スター・ウォーズ・ストーリー Rogue One: A Star Wars Story | 監督                       |
| 2023 | ザ・クリエイター/創造者 The Creator                                    | 監督・原案・脚本・製作     |
| 2025 | ジュラシック・ワールド/復活の大地 Jurassic World Rebirth               | 監督                       |

### テレビシリーズ
| 年   | 題名                                                      | 備考                                                    |
| ---- | --------------------------------------------------------- | ------------------------------------------------------- |
| 2002 | Nova                                                      | アニメーター                                            |
| 2003 | Seven Wonders of the Industrial World                     | 視覚効果                                                |
| 2005 | 宇宙へ 〜冷戦と二人の天才〜 Space Race                    | 特殊効果・デザイン                                      |
| 2006 | Perfect Disaster                                          | 監督・視覚効果                                          |
| 2008 | ウォリアーズ 〜歴史を動かした男たち〜 Heroes and Villains | 第4話「アッティラ大王 -大帝国の果てに-」 監督・視覚効果 |

## 人物
- 尊敬する映画監督はジョージ・ルーカス、スティーヴン・スピルバーグ、クエンティン・タランティーノ[13]。
- ゴジラシリーズの大ファンとしても知られる[14]。『モンスターズ/地球外生命体』のマーケティングでは、オーストラリアへ行った際に立ち寄ったDVDショップで見つけたゴジラシリーズのDVD全巻を、なけなしの貯金をはたいて買い揃えてから配給会社へ向かったが、そのオフィスにはDVD全巻が棚に並んでいた。「なんであるの？」とギャレスの質問に対し、社員の「ウチで配給したからさ。欲しいのかい？」との答えを聞いたギャレスは、驚いて落胆した（本人曰く、「しまった。数百ドル損した」）[15]。
  - ゴジラシリーズはすべて好きだと豪語しているが、あえて選ぶなら第1作『ゴジラ』（1954年）を挙げている[6]。また、オタク的な嗜好としては『怪獣総進撃』（1968年）も挙げている[6]。
  - 2017年公開の『GODZILLA 怪獣惑星』のことも高評しており、公開初日の同年11月18日にTOHOシネマズ新宿にて開催された公開記念舞台挨拶では、ギャレスからの賞賛コメントが映されている[16]。
- 深海生物を愛好しており、『モンスターズ/地球外生命体』や『GODZILLA ゴジラ』でもキャラクターに深海生物の発光を取り入れている[6]。